# Federico Bianchi (pittore)

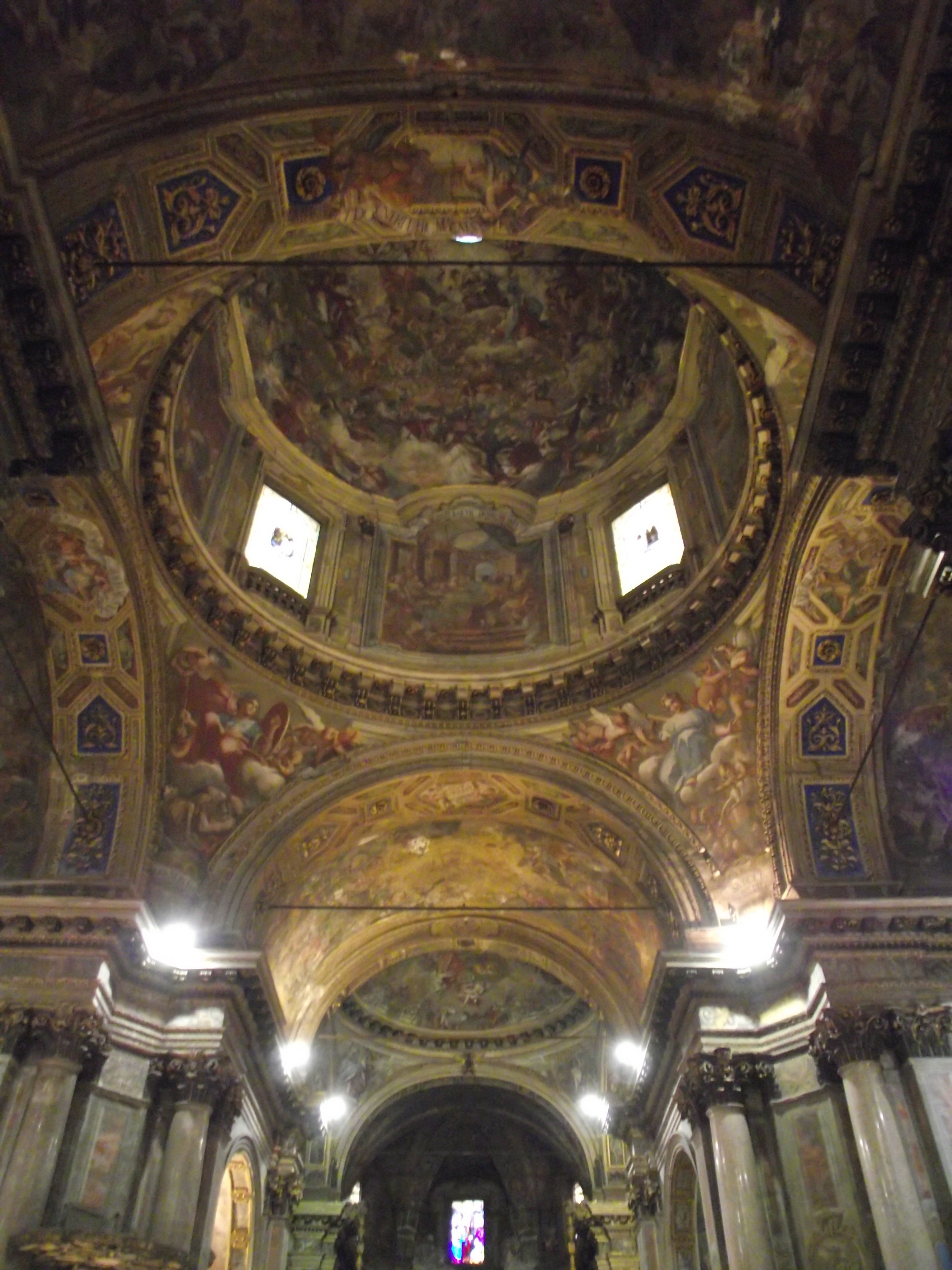
Gli affreschi delle volte e la cupola col Paradiso della chiesa di Sant'Alessandro in Zebedia a Milano.

Federico Bianchi (Milano o a Masnago, 1635 – 1719) è stato un pittore italiano.

## Biografia
Attivo sia come pittore su tela che come frescante, il suo stile si rivelò particolarmente vario e discontinuo, talora ispirandosi al Cerano o a Carlo Francesco Nuvolone, talora seguendo la lezione di Ercole Procaccini il Giovane di cui
fu genero.
Fu allievo del Procaccini e di Carlo Villa. Fu attivo soprattutto in Lombardia e Piemonte.

## Opere
- Milano, affreschi nella chiesa di Sant'Alessandro in Zebedia (cupola, con Filippo Abbiati) (affreschi del Presbiterio lato Evangelio)
- nella Basilica di Sant'Eustorgio
- In San Marco:
  - Cacciata di Eliodoro dal tempio, transetto di sinistra
  - San Gerolamo e San Gregorio, controfacciata sacrestia
  - S.Agostino e Sant Ambrogio, parete di fondo sacrestia
  - San Matteo e San Luca controfacciata sacrestia
  - San Marco e San Giovanni parete di fondo sacrestia
  - Allegoria di San Nicola da Tolentino, controfacciata sacrestia
  - Allegoria di S.Tommaso da Villanova parete di fondo sacrestia
  - Santi Bernardino da Siena, Lucia e Giovanni, Prima cappella S.Agostino - transetto a destra
- In Santa Maria della Passione: S.Ubaldo scaccia i demoni Navata sinistra 01 Cappella del Battistero pala d'altare
- In Santa Maria del Carmine: S.Teresa d'Avila di fronte a Gesù seconda cappella della navata sinistra
- Museo Diocesano: Santa Caterina salva miracolosamente una donna dalle rovina di una fabbrica (tela) (Provenienza: Arciconfraternita del Santissimo Sacramento)
- Duomo di Monza, secondo quadrone Ambasciata di Gregorio Magno a Teodolinda
- Certosa di Pavia, tele e affreschi (Cappella del Crocefisso - affreschi)
- Varese, basilica di San Vittore, Carità (tela)
- Sacro Monte di Orta, (Cappella XIII)
- Carcegna, tela nella Cappella della Immacolata Concezione.
- Belforte, gli affreschi della chiesa intitolata alla Madonna della Speranza e della Pace.
- Melano, Santuario della Madonna del Castelletto, olio su tela, Immacolata Concezione.